# Albanischer Aufstand in Mazedonien 2001

Konfliktgebiete 2001 (englische Transkription)

Der albanische Aufstand in Mazedonien (mazedonisch Воен конфликт во Македонија од 2001 Voen konflikt vo Makedonija od 2001, albanisch Lufta e vitit 2001 në Maqedoni) war ein bewaffneter Konflikt zwischen Vertretern der albanischen Minderheit und den mazedonischen Sicherheitskräften vom Januar bis November 2001 im Westen der Republik Mazedonien (heute Nordmazedonien). Er begann mit dem Angriff der albanisch-nationalistischen paramilitärischen Organisation UÇK auf eine Polizeistation in Tearce. Der Konflikt währte den Großteil des Jahres und forderte einige Dutzend Opfer auf beiden Seiten der Konfliktparteien.
Als Kriegsfolge erhielt die albanische Minderheit mit der Unterzeichnung des Rahmenabkommens von Ohrid mehr politische Rechte. Unter anderem ist das Albanische seit Januar 2019, nach dem Mazedonischen, zweite Amtssprache. Auch andere staatliche Behörden verkehren meist bilingual.

## Verlauf

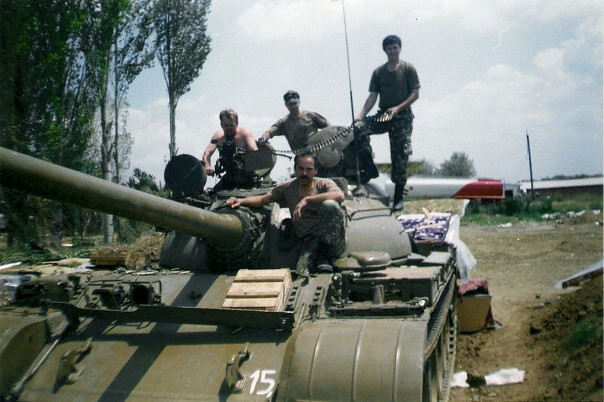
Mazedonische Panzer fahren im Juni 2001 in Aračinovo bei Skopje ein

Die ersten Übergriffe der ethnischen Albaner begannen im Grenzgebiet zwischen Mazedonien und dem von der UNO verwalteten Kosovo gegen Ende des Jahres 2000. Die Rebellen gingen nach dem gleichen Muster vor wie die UÇK im Kosovo in den Jahren 1997 und 1998: Sie übernahmen etappenweise ein Dorf nach dem anderen, etablierten sich in den neu gewonnenen Gebieten und zwangen die nicht-albanischen Bewohner, ihre Heimat zu verlassen. Im Januar und Februar des Jahres 2001 nahm die UÇK den Kampf gegen die mazedonischen Behörden auf. Vorrangige Ziele waren abgelegene Grenz- und Polizeiposten in der gebirgigen Grenzregion zum Kosovo bzw. dem restlichen Südserbien.
Zunächst griffen die mazedonischen Behörden nicht ein, da sie die Übergriffe nicht als einen Gewaltakt gegen die mazedonische Souveränität werteten und die Streitkräfte, nach dem Abzug der jugoslawischen Armee, schlecht ausgebildet und ausgerüstet waren. Die Zurückhaltung Skopjes dauerte zwei Monate an. Der Angriff der UÇK auf Tetovo überraschte alsdann die Regierung Mazedoniens, die mit der Mobilisierung ihrer Sicherheitskräfte begann. Zusätzlich erhielt Mazedonien in dieser Zeit militärische Unterstützung, darunter mehr als 100 Panzer und gepanzerte Fahrzeuge aus Bulgarien.
Im Januar des Jahres 2001 trat die UÇK erstmals offiziell in Erscheinung. Sie übernahm die Verantwortung für Übergriffe auf Angehörige der mazedonischen Polizei. Die aus dem Westen Mazedoniens stammenden Führer der UÇK, darunter Ali Ahmeti und sein Onkel Fazli Veliu, erklärten, dass sie zwischen einigen hundert und tausend Kämpfer in ihren Reihen hätten, darunter islamische Fundamentalisten, ausländische Söldner sowie Mudschahedin.
Von den zwei damals großen Parteien der albanischen Minderheit in Mazedonien (Partei für Demokratische Prosperität und Albanische Demokratische Partei) erhielten die Aufständischen jedoch keinerlei Unterstützung. Von Seiten der Regierung in Skopje heißt es, dass die Rebellen Mitglieder der kosovarischen UÇK seien, die in Mazedonien über die Grenze eindrangen. Kosovo galt für die Kämpfer der mazedonischen UÇK jedenfalls als sicheres Rückzugsgebiet, um sich vor den Operationen der mazedonischen Sicherheitskräfte zurückzuziehen.

## Mazedonische Übergriffe
Nachdem acht Angehörige der mazedonischen Sicherheitskräfte beim Vejce-Massaker Ende April 2001 von Mitgliedern der UÇK getötet worden waren, gingen mazedonische Nationalisten in Prilep, Skopje und Bitola auf die Straßen und zerstörten Häuser und Geschäfte der albanischen Bevölkerung sowie Moscheen. Nach der Tötung von zehn Zivilisten – Mazedonier und Roma – griffen Mazedonier in Prilep zu den Waffen und attackierten ihrerseits albanische Nachbardörfer.

## Waffenstillstand und Entwaffnung
Die Rebellen stimmten nach dem Ohrid-Abkommen im Juni einem Waffenstillstand zu. Weitere Verhandlungen folgten, bis es im Januar 2002 zu einer endgültigen Einigung zwischen den Konfliktparteien kam. Das Ohrid-Abkommen sorgte dafür, dass den Albanern, die im Jahr 2002 25,3 % der mazedonischen Bevölkerung stellten, mehr Rechte zugebilligt wurden. Albanisch wurde als zusätzliche Amtssprache auf Kommunalebene etabliert. In der Regierung, in den Behörden und bei der Armee und Polizei sollte der Anteil der Albaner erhöht werden. Weiterhin leitete das Ohrid-Abkommen eine Dezentralisierung ein und setzte mehr Selbstverwaltung für die Regionen mit einem hohen Albaneranteil fest.
Die albanischen Rebellen sagten sich von den separatistischen Bestrebungen los und erkannten vollständig alle mazedonischen Institutionen an. In der Folge wurde die UÇK entwaffnet und die Waffen an die NATO-Truppen in Mazedonien übergeben. Am 22. August 2001 wurde die Operation Essential Harvest beschlossen, die am 27. August ihre Arbeit mit dem Ziel der UÇK-Entwaffnung aufnahm. 3500 Soldaten waren an dieser 30 Tage währenden Mission beteiligt. Wenige Stunden nach Beginn der Operation verkündete der UÇK-Führer Ali Ahmeti in der Rebellenhochburg Šipkovica (albanisch Shipkovica) gegenüber Pressevertretern die Auflösung der mazedonischen UÇK und die Beendigung der ethnischen Feindseligkeiten. Einige Monate nach dem Konflikt in Mazedonien kam es abermals zu bewaffneten Zwischenfällen und Bombenanschlägen, verursacht durch albanische Hardliner. Am 12. November 2001 kam es zu einem ernsten Zwischenfall, als drei mazedonische Polizisten durch albanische Rebellen getötet wurden.
Das kleine Dorf Tanusevci unweit der Grenze zu Kosovo war noch 2010 von albanischen Freischärlern besetzt.

## Opfer und Vertreibung

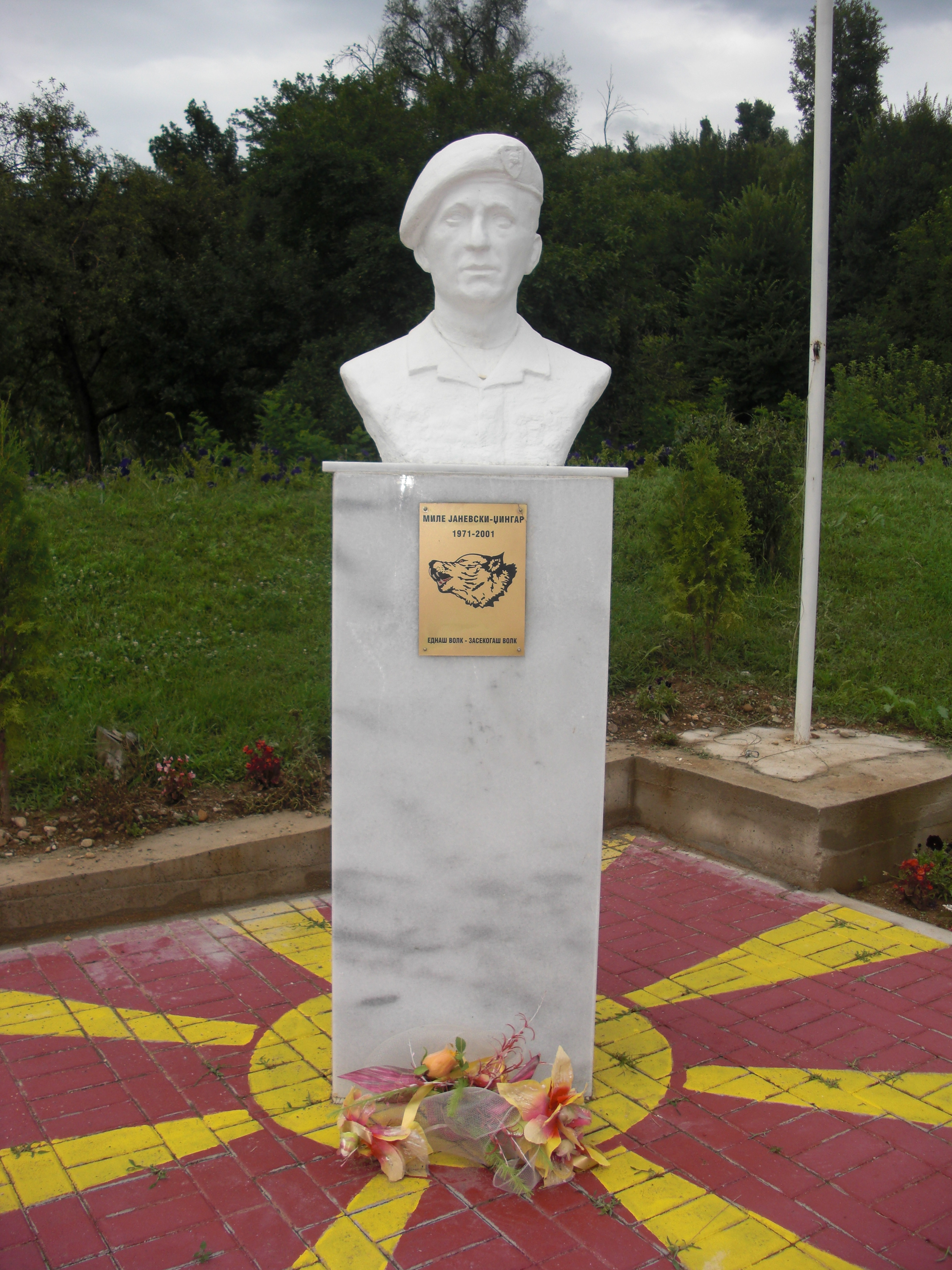
Mahnmal für einen 2001 gefallenen mazedonischen Soldaten in Makedonska Kamenica

Die Zahlen über die Opfer während des Konfliktes sind ungenau. Am 19. März 2001 vermeldete die BBC, dass die mazedonische Armee laut eigenen Angaben Verluste in Höhe von fünf Soldaten zu beklagen hatte, die UÇK meldete im Gegenzug die Tötung von elf Armeeangehörigen.
Über die Verluste der UÇK gab es in diesem Zeitraum keine sicheren Angaben. Am 25. Dezember vermeldete das Alternative Information Network 63 Tote auf Seiten der mazedonischen Armee und 64 Getötete auf Seiten der UÇK. 60 Albaner und 10 Mazedonier wurden während des Konfliktes als Opfer bekannt gegeben. Von Seiten der mazedonischen Behörden gab es hierzu keine Angaben. Auch dutzende Zivilisten, mehrheitlich Frauen und Kinder, wurden bei Angriffen auf Dörfer getötet.
Im August 2001 belief sich die Zahl der Vertriebenen auf 170.000 Menschen, überwiegend slawische Mazedonier. Im Januar 2004 gab es noch immer 2600 Vertriebene. Während des Konfliktes wurden zwei EU-Beobachter sowie ein britischer Soldat getötet.

## Das UÇK-Freiheitsmuseum
Als Resultat des Konfliktes wurde am 28. November 2008, dem albanischen Nationalfeiertag, im Stadtbezirk Opština Čair von Skopje das Museum der Freiheit gegründet, das sich mit den Kämpfen der Albaner zur Zeit der Liga von Prizren im Jahre 1878 bis zur Krise 2001 befasst. Ausgestellt werden Uniformen der UÇK und Fahnen des Befreiungskampfes von 2001. Die Albaner sehen ihr Museum als friedliche Fortsetzung ihres Kampfes gegen die Unterdrückung.

„Mein Herz sagt mir, dass an diesem Ort Geschichte geboren wurde, hier in Skopje, der antiken Stadt im Herzen Dardaniens. Unsere Patrioten kämpften Jahrzehnte für dieses Ziel. Heute ist es unser Schicksal, die Eröffnung dieses Museums zu feiern. Kämpfer aus dem Kosovo sind hier, um uns zu gratulieren…“

## Kriegsverbrechen
Während der dreitägigen Operation der mazedonischen Armee gegen den Ort Ljuboten vom 10. bis zum 12. August 2001 kamen zehn Menschen ums Leben, 100 Männer wurden verhaftet und zahlreiche Gefangene sollen in der Haft geschlagen und misshandelt worden sein. Mazedonien begründete die Übergriffe mit der Präsenz der UÇK in Ljuboten. Die Organisation Human Rights Watch dementierte direkte Verbindungen zwischen den Übergriffen und einer Präsenz von UÇK-Rebellen im Ort.
Wie schon zuvor bei den kriegerischen Auseinandersetzungen in Bosnien und Herzegowina und im Kosovo wurden auch in Mazedonien religiöse Gebäude Ziele von Angriffen. Das aus dem 14. Jahrhundert stammende Kloster Lešok bei Tearce wurde bombardiert und mit UÇK-Symbolen bemalt. Die UÇK wies die Verantwortung für die Beschädigungen von sich und bezeichnete dies als einen weiteren Akt der mazedonischen Regierung, der UÇK Extremismus zu unterstellen.
In Neprosteno bei Tearce zerstörten mazedonische Soldaten eine Moschee, die 2003 mit Geldern der Europäischen Union wiederaufgebaut wurde. Das Kloster von Matejce nahe Kumanovo wurde infolge der Gefechte zwischen Mazedoniern und Albanern beschädigt. Die Fresken der Kirche Jungfrau Maria Hodegetria aus dem 14. Jahrhundert wurden hingegen von albanischen Nationalisten mit UÇK-Symbolen sowie antichristlichen Parolen beschmiert.
Als ein weiteres Kriegsverbrechen der Albaner wird von der mazedonischen Regierung das sogenannte Vejce-Massaker angesehen. Albanische Rebellen griffen die Humvees der Armee mit Gewehren und Antipanzerwaffen an und töteten acht Soldaten. Nach einem Schusswechsel versuchten die mazedonischen Soldaten sich zurückzuziehen. Ein Soldat wurde erschossen, die anderen gerieten in die Hand der UÇK. Einige Soldaten wurden bei lebendigem Leibe verbrannt, andere wurden mit Messern getötet und im Genitalbereich verstümmelt. Die Veröffentlichung der Verbrechen in den mazedonischen Medien führte zu einer Revolte der ethnisch-mazedonischen Bevölkerung. Die Gewalt richtete sich gegen die albanischen Mitbürger und deren Geschäfte und Moscheen. Das Massaker wurde einer Gruppe von 15 bis 20 bärtigen Männern zugeschrieben.